# Film noir

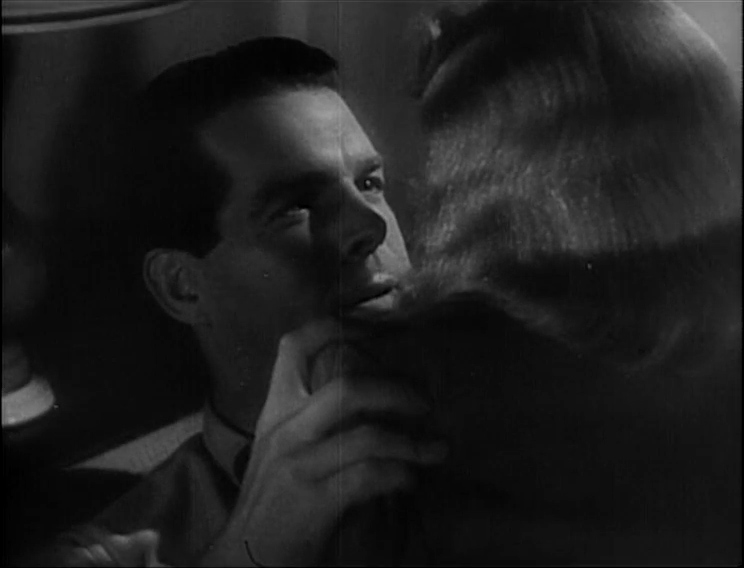
Double Indemnity (Asigurare de moarte) este un film noir realizat în 1944 de Billy Wilder, având în distribuție pe Fred MacMurray, Barbara Stanwyck și Edward G. Robinson.

Film noir este o expresie, un termen tehnic și o modalitate de exprimare cinematografică utilizat(ă) în procesul de producție a unui film pentru a descrie stilul Hollywood-ian al filmelor dramatice polițiste care plasează eroii într-o lume percepută ca fiind iremediabil coruptă și antagonistă lor, lumea polițiștilor.
Pe de altă parte, expresia film noir desemnează în fond un gen de exprimare cinematografică, apărut pentru prima dată și identificat cu producția filmului Șoimul maltez, realizat în anul 1941, după romanul omonim din 1930, "Șoimul maltez" al lui Dashiell Hammett.
Perioada clasică hollywood-iană a genului film noir este recunoscută în general ca acoperind perioada anilor timpurii 1940 și întinzându-se până în anii târzii 1950. Ideea de film noir este asociată cu iluminarea specifică redusă (numită în engleză low-key lighting), peliculă alb-negru și crearea unei atmosfere generale care este influențată de stilul vizual al curentului cinematografic german, numit expresionismul german.
În același timp, la imaginea de tip "deja vu" (sau mai întunecată necesară măririi suspens-ului) se adaugă ca elemente inedite personajele, povestea și acțiunea care derivă din școala literară a "romanelor cu detectivi" din Statele Unite ale Americii a perioadei interbelice, cunoscută și sub numele în engleză de Hardboiled, ai cărei exponenți de marcă au fost scriitorii Dashiell Hammett și Raymond Chandler.

## Filmul noirîn lume
Termenul de film noir, care înseamnă în franceză „film negru”, a fost pentru prima dată atribuit filmelor Hollywood-iene de criticul de film francez Nino Frank în 1946, fiind în chip surprinzător (sau poate, de fapt, nesurprinzător) necunoscut majorității realizatorilor de film, cât și actorilor americani care foloseau deja acest gen cinematografic.
De remarcat ca acest procedeu în realizarea filmelor a fost folosit imediat și de realizatorii din alte cinematografii, care l-au asimilat rapid. Procedeul fiind denumit film noir, denumit de fapt de un critic de film francez, a făcut ca regizorii francezi, după cei americani, să fie printre primii care au realizat filme folosind acest procedeu. Astfel, sunt de remarcat producțiile Ascensor pentru eșafod (Ascenseur pour l'échafaud, regia Louis Malle) cu actrița Jeanne Moreau (1958 și Cu respirația tăiată (À bout de souffle, regizor Jean-Luc Godard) cu actorul Jean-Paul Belmondo.
Dar cum, odată cu trecerea timpului, filmul negru a devenit color, lumină redusă se poate aplica cu succes și la acesta. Realizarea artistică și tehnică trebuie să respecte regula de bază, adică filmul să fie negru sau, mai exact, sumbru. Filme precum ar fi Taxi Driver, cu actorul Robert de Niro, și Basic Instinct, cu actrița Sharon Stone, au dovedit că și colorul poate fi negru.
În cinematografia românească, este de remarcat că regizorul Iulian Mihu a realizat filmul Felix și Otilia în această manieră tehnică și artistică.
Este interesant că definirea structurală și ideatică, precum și încadrarea diferitelor filme aparținând genului film noir a fost făcută retroactiv de critica de specialitate, așa cum s-a întâmplat adesea în lumea artei. Goticul, barocul, victorianismul, Art Nouveau, suprarealismul, Art Deco, și multe alte curente și stiluri artistice au fost numite cu numele lor contemporane doar după ce existaseră efectiv și produseseră opere durabile.

## Filme care au fost prezentate și în România
- Șoimul Maltez (The Maltese Falcon, 1941), regia John Huston
- Asigurare de moarte (Double Indemnity, SUA 1944), regia Billy Wilder
- Laura, (SUA 1944), regia Otto Preminger
- Singur în piață (Lonely Place, SUA 1950), regia Nicolas Ray
- Ascensor pentru eșafod (Ascenseur pour l'échafaud, F 1958), regia Louis Malle
- Cu sufletul la gură (À bout de souffle, F 1960), regia Jean-Luc Godard
- Șoferul de taxi (Taxi Driver, SUA 1976), regia Martin Scorsese
- Instinct primar (Basic Instinct, SUA 1992), regia Paul Verhoeven